# Bagas Maulana
Bagas Maulana (* 20. Juli 1998 in Cilacap) ist ein indonesischer Badmintonspieler.

## Karriere
Maulana feierte im Juniorenbereich seinen ersten Erfolg, als er 2016 die Indonesia Juniors gewann. Nachdem er in seinem Heimatland 2018 das Endspiel der Indonesia International erreicht hatte, triumphierte er im Jahr darauf an der Seite von Muhammad Shohibul Fikri bei den Finnish Open. Außerdem siegte das Duo bei der Hyderabad Open und erspielte den ersten Titel bei einem Wettkampf der BWF World Tour. Darüber hinaus zog Maulana bei den indonesischen Meisterschaften im Herrendoppel ins Finale ein. 2021 scheiterte der Indonesier im Endspiel der internationalen Meisterschaften Belgiens und der Pekan Olahraga Nasional, bevor er sich im folgenden Jahr mit Fikri gegen seine Landsleute Mohammad Ahsan und Hendra Setiawan durchsetzte, um die prestigeträchtigen All England zu gewinnen. Mit der indonesischen Nationalmannschaft wurde Maulana 2022 Vizemeister bei den Kontinentalmeisterschaften und beim Thomas Cup.

## Sportliche Erfolge
| Jahr | Veranstaltung                           | Platz | Disziplin    | Spielpartner            |
| ---- | --------------------------------------- | ----- | ------------ | ----------------------- |
| 2015 | ASEAN School Games 2015                 | 1.    | Mixed        | Merisa Cindy Sahputri   |
| 2016 | Jaya Raya Juniors 2016                  | 1.    | Herrendoppel | Muhammad Fachrikar      |
| 2016 | Indonesische Juniorenmeisterschaft 2016 | 1.    | Herrendoppel | Calvin Kristanto        |
| 2018 | Indonesia International 2018            | 2.    | Herrendoppel | Muhammad Shohibul Fikri |
| 2019 | Finnish Open 2019                       | 1.    | Herrendoppel | Muhammad Shohibul Fikri |
| 2019 | Hyderabad Open 2019                     | 1.    | Herrendoppel | Muhammad Shohibul Fikri |
| 2019 | Indonesische Meisterschaft 2019         | 2.    | Herrendoppel | Muhammad Shohibul Fikri |
| 2021 | Belgian International 2021              | 2.    | Herrendoppel | Muhammad Shohibul Fikri |
| 2021 | Pekan Olahraga Nasional XX              | 2.    | Mixed        | Indah Cahya Sari Jamil  |
| 2022 | All England 2022                        | 1.    | Herrendoppel | Muhammad Shohibul Fikri |
| 2022 | Asienmeisterschaft 2022                 | 2.    | Mannschaft   | Indonesien              |
| 2022 | Thomas Cup 2022                         | 2.    | Mannschaft   | Indonesien              |